# Кусов, Генрий Измаилович

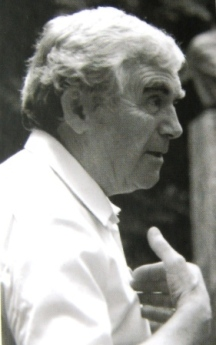
Генрий Измаилович Кусов, май 1979 года

Мемориальная доска

Ге́нрий Измаи́лович Ку́сов (21 августа 1935, Минеральные Воды, Северокавказский край, РСФСР — 3 января 2019, Владикавказ, Республика Северная Осетия-Алания, Россия) — осетинский историк и краевед, преподаватель, журналист и писатель,, экскурсовод. Доктор исторических наук, профессор Северо-Осетинского государственного университета. Исследователь кавказского периода жизни и творчества А. С. Пушкина, М. Ю. Лермонтова и М. А. Булгакова. Автор книг об истории Северной Осетии, достопримечательностях края, о жизни и творчестве Коста Хетагурова. Лауреат Государственной премии имени К. Л. Хетагурова (1998 год).

## Биография
Родился 21 августа 1935 года в городе Минеральные Воды Северо-Кавказского края в семье железнодорожника. Военное детство провёл в Тбилиси и Шепетовке. После гибели отца — военного коменданта железнодорожной станции Шепетовка — вернулся с мамой-домохозяйкой в посёлок Бесланского маисового комбината, откуда его отец ушёл на фронт.
После окончания средней школы в 1954 году поступил на естественно-географический факультет Северо-Осетинского государственного педагогического института. Увлекался горными походами и журналистикой, начал публиковаться в республиканской прессе.
В 1959 году стал литературным сотрудником североосетинской газеты «Молодой коммунист», работал в отделе учащейся молодёжи. Затем работал в газете заведующим отдела писем, спорта, ответственным секретарём. исполняющим обязанности главного редактора.
С 1967 по 1976 год работал заместителем директора Северо-Осетинского музея краеведения. В это время Кусов активно занимался научно-исследовательской деятельностью по открытию памятников духовной и материальной культуры республики, популяризации их значения. На республиканском телевидении регулярно вёл программу «Поиски и находки краеведа». Подготовил и принял участие в двух выпусках «Клуба кинопутешествий» о Северной Осетии (1974 и 1984 годы). Начал писать книги, в которых, как отмечал сам автор, «соединил в единое целое науку и художественное изложение».
В 1976 году — собственный корреспондент республиканской газеты «Социалистическая Осетия».
С 1977 по 1980 год — ответственный секретарь республиканского отделения Добровольного общества книголюбов РСФСР.
С 1980 года преподавал в Северо-Осетинском государственном университете (СОГУ) на кафедре экономической, социальной и политической географии. Профессор СОГУ.
В 1979 году защитил кандидатскую диссертацию на тему «Русско-осетинские культурные связи (30—60 гг. XIX века)».
В 1998 году защитил докторскую диссертацию на тему «А. С. Пушкин и русско-кавказские историко-культурные связи». В том же году стал лауреатом Государственной премии имени Коста Хетагурова в области литературы и искусства за книгу «Встречи со старым Владикавказом».
В июне 1980 года Госкомитет по ТВ и радиовещанию СОАССР и актеры Русского драматического театра Северной Осетии поставили радиоспектакль по пьесе Генрия Кусова «Осетинский друг Пушкина» о пребывании великого русского поэта А.С.Пушкина в крепости Владикавказ. Радиопостановка была приурочена к 181-й годовщине со дня рождения великого русского поэта. 
Автор многочисленных телепередач, телефильмов, монографий и статей о культурно-историческом наследии Северной Осетии.
В последний год жизни Генрий Кусов закончил работу над рукописями книг «По ступенькам судьбы» (автобиографическая публицистика) и «Прогулки по Куртатинскому ущелью». Обе рукописи до сих пор не изданы. 
Скончался во Владикавказе 3 января 2019 года на 84-м году жизни.
Память
На фасаде дома № 40 по улице Ватутина во Владикавказе установлена мемориальная доска.

## Семья
- Отец — Измаил Тегоевич Кусов (1912—1945)
- Мать — Евгения Ивановна Кусова (Абрамова) (1915—1999)
- Супруга — Раиса Георгиевна Кусова (Шельдешева) (1936—2020)

У Кусова два сына, три внука, правнуки.
- Дети:
  - Игорь Кусов (род. 1960), ветеринар.
  - Олег Кусов (род. 1963), журналист, выпускник факультета журналистики Львовского высшего военно-политического училища; в 1997—2012 гг. сотрудничал с радио «Свобода»[7][8].
- Внуки — Виктория Кусова (род. 1987), Асланбек Кусов (род. 1989), Хетаг Кусов (род. 1996)[9]
- Правнуки — Владислав Лалиев (род. 2015), Лорена Лалиева (род. 2018), Элина Кусова (род. 2020), Дарина Кусова (род. 2024).

## Награды
- 1970 — Медаль «За доблестный труд. В ознаменовании 100-летия со дня рождения Владимира Ильича Ленина»
- 1997 — Вторая премия Первого Всероссийского конкурса журналистов «Экология России» за фильмы «Мидаграбинские водопады» и «Тайна горы Тбау-Хох».
- 1998 — Государственная премия имени К. Л. Хетагурова в области литературы и искусства за книгу «Встречи со старым Владикавказом».[2]
- 1999 — Медаль «Ревнитель просвещения» в честь 200-летия А. С. Пушкина
- 2000 — Орден Дружбы (28 декабря 2000 года) — за большой вклад в укрепление гражданского мира и возрождение духовно-нравственных традиций[10]
- Почётный гражданин города Ардона (Северная Осетия).